# Gilbert de Lacy
Gilbert de Lacy (... – 1162) fu un nobile e condottiero anglo-normanno.

## Biografia

### Nascita ed eredità
Nacque in una data imprecisata da Roger de Lacy, o da sua sorella Emma de Lacy, come riporta un manoscritto medioevale che narra dei discendenti del fondatore del priorato di Llanthony e da un marito rimasto ignoto. Poiché Roger non aveva figli e i suoi fratelli Hugh de Lacy e Emmeline de Lacy erano anch'essi morti senza prole, Gilbert divenne l'erede della famiglia.
Il padre o zio Roger aveva ereditato i possedimenti paterni nel 1085 ed era stato bandito nel 1096 da Guglielmo II d'Inghilterra che gli confiscò tutti i possedimenti in Inghilterra dandoli al fratello minore, Hugh de Lacy. Roger tuttavia mantenne le terre di cui disponeva in Normandia, dove visse fino alla morte avvenuta dopo il 1108. Alla morte di Hugh le terre dei de Lacy vennero incamerate dalla corona ed Enrico I d'Inghilterra ne donò gran parte al nobile Pain fitzJohn. Quando questi venne ucciso nel 1137 re Stefano I d'Inghilterra le diede a Josceline Dinan e successivamente a Miles de Gloucester (1100 - 24 dicembre 1143).
Gilbert ereditò nel 1133 la metà dei possedimenti normanni, mentre il resto andò a un altro ramo della famiglia.

### In Inghilterra
Nel 1136 era in Inghilterra al seguito di re Stefano I d'Inghilterra e nel 1143 chiese al sovrano di riavere le terre di famiglia come nipote di Hugh de Lacy e gli venne restituito quasi tutto, ad eccezione delle terre presso il confine con il Galles.
Quando scoppiò il periodo dell'anarchia dapprincipio Gilbert appoggiò Stefano vivendo di fatto presso la sua corte, ma in seguito si schierò con Matilde d'Inghilterra, presenziando alla sua incoronazione del 1141 e a quella del figlio Enrico II d'Inghilterra nel 1154. Negli anni 1140 Gilbert attaccò la città di Bath per conto di Matilde ed, approfittando della guerra, riuscì a riprendersi gran parte delle terre confinanti che gli erano state negate, combattendo aspramente con Miles de Gloucester fino al 1143, anno in cui questi morì.
Donò delle terre al capitolo di Hereford e ai templari e due chiese al priorato di Llanthony, monastero fondato dalla sua famiglia.

### Templare
Nel 1158 Gilbert donò le proprietà al figlio Robert de Lacy per poi ritirarsi presso il monastero templare che aveva beneficiato anni prima. Questa scelta lo portò a viaggiare dalla Francia a Gerusalemme dove divenne precentore dei templari presso Tripoli.
Attorno al 1162 fu uno dei comandanti crociati che combatterono contro il condottiero arabo Norandino e la sua morte si colloca in questo periodo.

### Eventi successivi
Il figlio maggiore Robert morì senza figli prima del 1162 e l'eredità passò quindi al figlio minore Hugh de Lacy, signore di Meath.
L'opera medioevale Gesta Stephani ricorda Gilbert come un uomo coscienzioso e sagace in ogni azione di guerra.